# Carlo Cannella (musicista)
Carlo Cannella, noto anche con lo pseudonimo di Heinmont Tooyalaket (Ascoli Piceno, 24 gennaio 1963), è un produttore discografico, scrittore e editore italiano, conosciuto per il suo ruolo nella scena hardcore italiana come voce di Dictatrista, Stige ed Affluente.
Negli ultimi anni ha anche svolto l'attività di editore fondando la Senzapatria Editore.

## Biografia

### Esordi: I Dictatrista
Carlo Cannella inizia la sua carriera musicale nel 1983, fondando il gruppo punk rock ed hardcore punk Dictatrista. Nel 1984, per la sua etichetta Goddamn Church Records, produce la prima cassetta intitolata Preavvisati.........Ma Non Premuniti.  Successivamente il gruppo invia la cassetta a Maximumrocknroll, fanzine internazionale con base a San Francisco, ed anche in seguito alla buona recensione, viene inserito nella compilation tape della tedesca Masking Tapes, poi divenuta Empty Records, dal titolo Numb Tongue No Taste, in cui figurano alcuni brani dei Crash Box e le prime registrazioni dei Faith No More.
Nel 1985 i Dictatrista producono il secondo album su cassetta dal titolo Estremo Atto D'Amore (Goddamn Church Records). L'album viene ottimamente recensito su Rockerilla attribuendogli il merito di aver distrutto la scena hardcore nazionale, improntata su matrici politiche ed ideologiche anarco-comuniste tipiche dei centri sociali, con un definitivo ritorno al proto-punk ed al rock 'n' roll. La vicenda crea dissidi interni al gruppo, che si acuiscono dopo la registrazione dei sei brani inseriti nella cassetta Istinto Selvaggio. Carlo Cannella, assieme al Batterista Peppe, esce dal gruppo, che continuerà la sua attività senza più trovare una stabilità di organico e cambiando diversi membri, fra cui un giovanissimo Saturnino Celani.
Brani dei Dictatrista vengono inseriti in compilation quali Punk Territory Vol. 4 - Italian Hardcore 1981-87 edita nel 1995 dalla Flowers Of Grain Records e Hate / Love compilation coprodotta da LoveHate80, SOA Records e Mele Marce Records.

### Stige: 1985-1991
In seguito alla vicenda Dictatrista, Carlo Cannella fonda i Befriend assieme a Peppe, anche lui ex militante del precedente gruppo. Ben presto si aggiungono Fabio Montanari alla chitarra e Alberto "Shino" Carpani al basso. Il gruppo cambierà presto il nome in Stige, dal nome del fiume degli inferi in cui fu immerso Achille. La prima produzione è una cassetta con tre brani a cui Maximumrocknroll risponde con entusiasmo, includendola nei suoi rotocalchi mensili.
Nel 1987, parallelamente all' attività con gli Stige, Cannella produce per la sua etichetta, People of the Pit..., una delle poche compilation hardcore punk a produzione italiana che includa gruppi internazionali Fra i partecipanti alla compilation degni di nota sono fra gli altri i Corrupted Morals, embrione dei Green Day. La compilation venderà oltre 1500 copie in pochi mesi, anche grazie alla rete postale messa in piedi nel frattempo da Cannella.
Successivamente, su consiglio degli Infezione, il gruppo si sposta in Toscana per registrare un altro nastro con 6 brani, grazie anche al supporto di Alessandro Paolucci dei Raw Power.
Nel 1988 la Goddam Church Records pubblica la compilation su album doppio Attitudine mentale positiva, compilation che spazia dal garage al metal, dal punk all'hardcore punk, fornendo uno spaccato della musica alternativa italiana. Interessante la prima traccia in assoluto su vinile dei Marlene Kuntz, presente sul secondo volume della raccolta, pubblicata nel 1992.
Nel 1989 a Fabio Montanari succede Pedro Alvarez alla chitarra, con il quale viene prodotto Uniti nell'abbraccio. Al disco segue un lungo tour assieme agli Infezione.
Nel 1991 registra Nuova Sensazione Freak, il secondo album degli Stige, che tuttavia non vedrà mai la luce.

### Affluente: 1992
Nel 1992 Cannella assieme ad ex membri del gruppo death metal Furious Barking forma gli Affluente. Il gruppo è composto da Carlo Cannella alla voce, Piero Angelini alla chitarra, il fratello Giuseppe Angelini alla batteria (in seguito sostituito da Massimo Ferranti), Francesco Giaconi alla chitarra e Giorgio Olori al basso.
Nel 1994 esce il primo EP su 7" dal titolo Logica dominante, per la SOA Records e l'anno dopo è la volta di Moltitudine suina per la Applequince Records.
Nel 1995 esce lo split 12" con i Monkeys Factory per la Fabbricabulloni.
Nel 1996 viene registrato T.S.O.L. - Veri suoni della libertà, che però vedrà la luce solo nel 2000 per l'etichetta dello stesso Cannella, la Goddamn Church Records. L'album prende il titolo dal nome dalla traduzione dell'omonima band californiana: True Sounds of Liberty. I titoli dei brani del disco sono poi la traduzione di nomi di gruppi della scena hardcore punk americana ed inglese.
Nel 1998 Cannella lascia gli Affluente.
Nel 2006 torna in studio con gli Affluente per la realizzazione del suo ultimo disco con la band: esce, sempre per la SOA Records, l'album Libera fame, che vede in copertina una foto della brigante Michelina de Cesare, compagna del brigante Francesco Guerra, uccisa dall'esercito del Regno d'Italia nel 1868. Nel tour che ne seguì vi fu anche la partecipazione al DIY World Festival, nel quale il gruppo di Cannella divise il palco con i Klaxon ed i Discharge.
In seguito, senza più l'apporto di Cannella, gli Affluente pubblicano nel 2008 uno split album con i Contrasto dal titolo Insurrezione, e nel 2012 il doppio CD dal titolo Il Sogno Della Merce, una coproduzione Anfibio Records, Rebound Action Records e Hellnation.

### "La città è quieta": 2010 Senzapatria Editore
Nel 2010 Cannella scrive La città è quieta... ombre parlano, in cui racconta gli anni passati fra concerti e registrazioni. Il titolo del libro è un omaggio ad uno degli album dei Peggio Punx e dà il via anche alla sua casa editrice, Senzapatria Editore. Nel 2011 Perdisa Pop pubblica il suo secondo romanzo "Tutto deve crollare" (nella terzina finalista del Premio Camaiore 2011 con Marco Malvaldi e Maurizio de Giovanni, finalista Premio Chianti 2012, finalista Premio Il Paradiso degli Orchi 2012 per il miglior romanzo italiano edito l'anno precedente).

## Discografia

### Dictatrista
- 1984 – Preavvisati.........ma non premuniti, MC, Goddam Church Tapes GCCL, Italia
- 1985 – Estremo atto d'amore, , Goddam Church Tapes 02, Italia

### Stige
- 1989 – Uniti nell'abbraccio, LP, Goddam Church Records GCR 00289, Italia

### Affluente

#### Album
- 2000 – T.S.O.L. - Veri suoni della libertà, CD, Goddam Church Records 001 CD, Italia
- 2006 – Libera fame, CD, SOA Records SOA 91, Italia
- 2012 – Il sogno della merce, CD, Anfibio Records, Hellnation, Rebound Action 001 CD, Italia

#### EP e 7"
- 1994 – Logica dominante, , SOA Records SOA 15, Italia
- 1995 – Moltitudine suina, , Applequince Records AQ 001, Italia

#### Split
- 1995 – Fabbrika bulloni, , Fabbrikabulloni SPLIT 002, Italia
- 2008 – Insurrezione, , NKTN Rehorz NKTN AU, Italia

## Pubblicazioni
- 2008 - Tutto Deve Crollare (Vibrisse Libri) - 2011 (Perdisa Pop)
- 2010 - La città è quieta... ombre parlano (Senzapatria Editore) - 2015 (Sigismundus)